# Ringer-Europameisterschaften 1973
Die Ringer-Europameisterschaften 1973 fanden Ende März im freien Stil in Lausanne und im Juni im griechisch-römischen Stil in Helsinki statt.

## Griechisch-römisch

### Ergebnisse
| Klasse  | Gold                   | Silber                | Bronze              |
| ------- | ---------------------- | --------------------- | ------------------- |
| -48 kg  | Gheorghe Berceanu      | Pawel Christow        | Wladimir Nezwetajew |
| -52 kg  | Jan Michalik           | Todor Todorow         | Waleri Arutjunow    |
| -57 kg  | Christo Traikow        | Juri Sokolow          | Ivan Frgić          |
| -62 kg  | Nelson Dawidjan        | Kazimierz Lipień      | Harald Hervig       |
| -68 kg  | Schamil Chissamutdinow | Nedko Nedew           | Sreten Damjanović   |
| -74 kg  | Iwan Kolew             | Vítězslav Mácha       | Klaus-Peter Göpfert |
| -82 kg  | Leif Andersson         | Dimitar Iwanow        | Keijo Manni         |
| -90 kg  | Waleri Resanzew        | Stojan Nikolow        | Caj Malmberg        |
| -100 kg | Nikolai Balboschin     | Kamen Losanow Goranow | Nicolae Martinescu  |
| +100 kg | Alexandar Tomow        | Marek Galiński        | Schota Morschiladse |

### Medaillenspiegel (griechisch-römisch)
| Rang | Land                            | Gold | Silber | Bronze |
| ---- | ------------------------------- | ---- | ------ | ------ |
| 1    | Sowjetunion                     | 4    | 1      | 3      |
| 2    | Bulgarien                       | 3    | 6      | 0      |
| 3    | Polen                           | 1    | 2      | 0      |
| 4    | Rumänien                        | 1    | 0      | 1      |
| 5    | Schweden                        | 1    | 0      | 0      |
|      |                                 |      |        |        |
| 9    | Deutsche Demokratische Republik | 0    | 0      | 1      |
|      | Norwegen                        | 0    | 0      | 1      |

Für die DDR errang Dieter Heuer in der Klasse bis 90 kg den fünften Platz. Die BRD-Ringer Hans-Jürgen Veil (bis 57 kg) und Lorenz Hecher (bis 100 kg) kamen auf die Ränge vier und fünf.

## Freistil

### Ergebnisse
| Klasse  | Gold                | Silber             | Bronze                |
| ------- | ------------------- | ------------------ | --------------------- |
| -48 kg  | Hassan Issajew      | Rafik Gadschiew    | Tadeusz Kudelski      |
| -52 kg  | Arsen Allachwerdiew | Ali Alan           | Henrik Gál            |
| -57 kg  | Kirkor Leonow       | László Klinga      | Rojin Dobordschenidse |
| -62 kg  | Iwan Jankow         | Sagalaw Abdulbekow | Vehbi Akdağ           |
| -68 kg  | Nasrula Nasrulajew  | Stefan Stoikow     | Ali Şahin             |
| -74 kg  | Adolf Seger         | Victor Zilberman   | Frank Birke           |
| -82 kg  | Wassil Sjulschyn    | Hayri Polat        | Benno Paulitz         |
| -90 kg  | Petr Sourikow       | Horst Stottmeister | Dimo Kostow           |
| -100 kg | Wladimir Guljutkin  | József Csatári     | Harald Büttner        |
| +100 kg | Nodar Modebadse     | Kazım Yıldırım     | Bojan Boew            |

### Medaillenspiegel (Freistil)
| Rang | Land           | Gold | Silber | Bronze |
| ---- | -------------- | ---- | ------ | ------ |
| 1    | Sowjetunion    | 6    | 3      | 1      |
| 2    | Bulgarien      | 3    | 1      | 2      |
| 3    | BR Deutschland | 1    | 0      | 0      |
| 4    | Türkei         | 0    | 3      | 2      |
| 5    | Ungarn         | 0    | 2      | 1      |
| 6    | DDR            | 0    | 1      | 3      |

Drei weitere Ringer der BR Deutschland konnten sich unter den jeweils besten sechs platzieren: Mario Sabatini (4. Platz; bis 52 kg), Alfons Keller (5. Platz; bis 62 kg) und Hans Partsch (6. Platz; bis 48 kg).
Für die DDR erreichten Jürgen Möbius in der Klasse bis 52 kg und Helmut Strumpf in der Klasse bis 62 kg jeweils den sechsten Platz.